# UFC Fight Night: Swanson vs. Stephens
UFC Fight Night: Swanson vs. Stephens foi um evento de artes marciais mistas promovido pelo Ultimate Fighting Championship, ocorrido em 28 de junho de 2014 no AT&T Center em San Antonio, Texas.

## Background
O evento teve como luta principal a luta entre os penas Cub Swanson e Jeremy Stephens.
Rani Yahya iria enfrentar Johnny Bedford no evento, porém uma lesão tirou Yahya do evento. Para o lugar de Yahya foi chamado Cody Gibson.
Era esperado que Myles Jury enfrentasse Abel Trujillo no evento, porém uma lesão tirou Jury da luta e foi substituído por Frank Trevino. Trevino enfrentaria Joe Ellenberger no card, e agora Ellenberger enfrentará o estreante Johnny Case. Porém, Case e Trevino se retiraram do card também com uma lesão e Trujillo movido para um futuro card. O oponente de Ellenberger então seria Bryan Barberena, porém, o mesmo se lesionou e foi substituído por James Moontasri.
A luta entre os meio-médios Sean Spencer e Luiz Dutra Jr. que aconteceria nesse evento também foi cancelada por uma lesão.
Ryan Benoit enfrentaria Ray Borg, porém, uma lesão o tirou do evento e ele foi substituído por Shane Howell.

## Bônus da Noite
- Luta da Noite:  Cub Swanson vs.  Jeremy Stephens
- Performance da Noite:  Ray Borg e  Carlos Diego Ferreira